# Domskäl
Ett domskäl är en domstols motivering (skäl) till ett domslut, som skrivs i en dom.

## Sverige
Domskälen i Högsta domstolen är, beträffande rättsfrågan, vägledande för kommande rättstillämpning.